# Леона
Леона је женско име грчког порекла, које се користи у многим језицима, са значењем: лавица. Мушки парњак је Лео.

## Имендани
- 4. јануар.
- 20. фебруар.
- 21. фебруар.
- 11. април.
- 9. децембар.